# Canton de Montmirey-le-Château
Le canton de Montmirey-le-Château est une ancienne division administrative française, située dans le département du Jura et la région Franche-Comté.

## Composition
Le canton de Montmirey-le-Château regroupait les treize communes suivantes :
| Nom                              | Code Insee | Intercommunalité | Superficie (km2) | Population (dernière pop. légale) | Densité (hab./km2) |
| -------------------------------- | ---------- | ---------------- | ---------------- | --------------------------------- | ------------------ |
| Montmirey-le-Château (chef-lieu) | 39361      | CC Jura Nord     | 8,02             | 180 (2014)                        | 22                 |
| Brans                            | 39074      | CC Jura Nord     | 8,77             | 225 (2014)                        | 26                 |
| Champagney                       | 39096      | CA Grand Dole    | 15,58            | 472 (2014)                        | 30                 |
| Chevigny                         | 39141      | CA Grand Dole    | 7,67             | 282 (2014)                        | 37                 |
| Dammartin-Marpain                | 39188      | CC Jura Nord     | 11,32            | 315 (2014)                        | 28                 |
| Frasne-les-Meulières             | 39238      | CA Grand Dole    | 4,88             | 123 (2014)                        | 25                 |
| Moissey                          | 39335      | CA Grand Dole    | 10,63            | 552 (2014)                        | 52                 |
| Montmirey-la-Ville               | 39360      | CC Jura Nord     | 3,93             | 184 (2014)                        | 47                 |
| Mutigney                         | 39377      | CC Jura Nord     | 8,00             | 167 (2014)                        | 21                 |
| Offlanges                        | 39392      | CC Jura Nord     | 8,73             | 198 (2014)                        | 23                 |
| Peintre                          | 39409      | CA Grand Dole    | 6,34             | 122 (2014)                        | 19                 |
| Pointre                          | 39432      | CA Grand Dole    | 6,54             | 125 (2014)                        | 19                 |
| Thervay                          | 39528      | CC Jura Nord     | 15,75            | 381 (2014)                        | 24                 |

## Représentation

### Conseillers d'arrondissement de 1833 à 1940
| Période                                  | Période      | Identité                                 | Étiquette                    | Qualité |
| ---------------------------------------- | ------------ | ---------------------------------------- | ---------------------------- | --- |
| 1833                                     | 1836         | Alexis Dantant                           |                              | Notaire à Montbarrey                                                                                        |
| 1836                                     | 1842         | Jean Claude Bogillot (1801-1888)         |                              | Avocat, propriétaire à Thervay                                                                              |
| 1842                                     | 1848         | Claude François Guillaume (1770-1856)    |                              | Médecin à Moissey                                                                                           |
|                                          |              |                                          |                              | |
| 1871                                     |              | Pierre Garnier                           | Républicain                  | |
|                                          |              |                                          |                              | |
| 1892                                     |              | Jacques Écarnot                          |                              | Propriétaire à Brans                                                                                        |
|                                          |              |                                          |                              | |
| 1919                                     | 1922         | Claude Simeray                           | Libéral                      | Médecin à Moirans, maire de Moissey                                                                         |
| 1922                                     | 1923 (décès) | Louis François Joseph Dumont (1859-1923) | Rad.                         | Directeur d'école à Frasne puis à Dole                                                                      |
| 1923                                     | 1940         | Jules Laplante (1868-1951)               | Union nationale républicaine | Menuisier, maire d'Offlanges                                                                                |
| 1940                                     |              |                                          |                              | Les conseils d'arrondissement ont été suspendus par la loi du 12 octobre 1940 et n'ont jamais été réactivés |
| Les données manquantes sont à compléter. |              |                                          |                              | |

### Conseillers généraux de 1833 à 2015
| Période                      | Identité                                                                    | Parti            | Qualité |
| ---------------------------- | --------------------------------------------------------------------------- | ---------------- | --- |
| 1833-1848                    | Jean-Baptiste Bourcet                                                       |                  | Propriétaire, maire de Thervay |
| 1848-1852                    | Albert Picot de Moras Baron d'Aligny                                        |                  | Ancien garde du corps du roi Charles X et ordonnance du duc de Luxembourg Propriétaire à Montmirey-la-Ville |
| 1852-1854 (décès)            | Jean-François Richard-Bichin de Cendrecourt (1793-1854)                     |                  | Juge de paix à Montmirey-le-Château |
| 1855-1864                    | Jean Ménans                                                                 |                  | Propriétaire à Marpain |
| 1864-1871                    | Albert Picot de Moras Baron d'Aligny (1806-1888)                            |                  | Ancien garde du corps du roi Charles X et ordonnance du duc de Luxembourg |
| 1871-1872 (démission)        | Alfred Dubief                                                               |                  | Médecin à Montmirey-la-Ville |
| 27 octobre 1872-1909 (décès) | Henry-Anatole Picot de Moras, baron d'Aligny (fils du précédent, 1843-1909) | Droite           | Journaliste, docteur en droit Propriétaire à Montmirey-la-Ville |
| 1909-1938 (décès)            | André Picot de Moras d'Aligny (1876-1938 - fils du précédent)               | URD              | Ancien officier d'artillerie, Montmirey-la-Ville |
| 1939-1940                    | Jean Picot de Moras d'Aligny (1907-1945 - fils du précédent)                | URD-PSF          | Chef du service financier de la Compagnie Générale d'Assurances à Paris Propriétaire à Montmirey-la-Ville Membre de la Commission administrative du Jura (1941-1943) Nommé conseiller départemental en 1943 Mort pour la France |
|                              |                                                                             |                  | |
| 1945-1967                    | André Détot (1902-1972)                                                     | PPUS puis CNIP   | Cultivateur Maire de Brans |
| 1967-1972 (démission)        | Paul Boiteux                                                                | DVG              | Médecin à Dijon puis à Mutigney démissionne pour raisons de santé |
| 1972-1989 (décès)            | Pierre Brantus                                                              | CDP puis UDF-CDS | Journaliste, PDG des Presses Nouvelles, Montmirey-le-Château Président du Conseil Général (1980-1989) Sénateur (1983-1989) décédé en cours de mandat                                                                            |
| 1989-1992                    | Bernadette Brantus (épouse du précédent)                                    | UDF              | Secrétaire de direction, Montmirey-le-Château |
| 1992-2004                    | Bernard Chauvin                                                             | UDF              | Technicien à la Direction départementale de l'équipement Maire de Moissey (1979-2001) |
| 2004-2015                    | M. Dominique Troncin                                                        | DVG              | Fonctionnaire de La Poste Président de la Communauté de communes Nord-Ouest Jura Conseiller municipal de Chevigny puis maire de Moissey depuis 2014                                                                             |

## Démographie
| 1962  | 1968  | 1975  | 1982  | 1990  | 1999  | 2006  | 2011  | 2012  |
| ----- | ----- | ----- | ----- | ----- | ----- | ----- | ----- | ----- |
| 2 688 | 2 454 | 2 269 | 2 337 | 2 419 | 2 733 | 3 016 | 3 202 | 3 243 |